# Grammia stretcheri
Grammia stretcheri är en fjärilsart som beskrevs av Augustus Radcliffe Grote 1875. Grammia stretcheri ingår i släktet Grammia och familjen björnspinnare. Inga underarter finns listade i Catalogue of Life.